# Microzetes castrii
Microzetes castrii är en kvalsterart som först beskrevs av Sandór Mahunka 1966.  Microzetes castrii ingår i släktet Microzetes och familjen Microzetidae. Inga underarter finns listade i Catalogue of Life.